# Henri de Niemodlin
Henri de Niemodlin (polonais : Henryk Niemodliński), né après 1345 et mort le 14 septembre 1382, fut duc de Niemodlin (allemand : Falkenberg)  à partir de 1365 jusqu'à sa mort conjointement avec ses frères et corégents jusqu'en 1369.

## Biographie
Henri est le troisième fils de Boleslas l'Aîné, duc de Niemodlin et de son épouse Euphémie une fille de Henri VI le Bon, duc de Wrocław.
Après la mort de leur père en 1365 Henri et ses deux frères Bolesław II († 1368) et Venceslas († 1369)  héritent conjointement de Niemodlin comme corégents; cependant, Henri doit attendre la mort de ses deux frères pour pouvoir exercer le gouvernement de la totalité du duché. Vers 1370 Henri conclut un arrangement avec les corégents d'Opole, Bolko III et Władysław d'Opole qui est validé par le roi de Bohême et empereur  Charles IV du Saint-Empire en février et mars 1372 aux termes de cet accord si Henri disparaît, comme ses frères sans héritier, Niemodlin revient à la lignée parente des ducs d'Opole. 
Henri doit faire face à un long conflit avec le prince-évêque de Wroclaw, Preczlaw von Pogarell au sujet de la  possession du château de Jawornik qui ne se termine qu'à la mort de l'évêque en 1376. Ses relations avec son successeur le prince-évêque Venceslas II de Legnica, sont bonnes car le prélat choisit de résider à Otmuchów. En 1373 Henri accorde une charte à la cité de Głogówek qui bénéficie de toutes ses attentions. En 1379 il y fonde une Collégiale qui reçoit les revenus de deux  villages. À sa mort le 14 septembre 1382 il est inhumé dans la collégiale Saint-Barthélemy de Głogów.

## Unions et succession
Le 2 février 1372 Henri épouse Catherine († 17 juillet 1378), fille de Jean-Henri de Moravie  une nièce de l'empereur Charles IV mais leur union demeure stérile. Après la mort d'Henri en 1382 contrairement aux dispositions de l'accord de 1372, le roi de Bohême Venceslas IV de Luxembourg se saisit du duché de Niemodlin, comme fief vacant dans le but de l'attribuer à Przemysław Ier Noszak, duc de Cieszyn mais il soulève une très forte opposition des ducs d'Opole, qui mettent en avant leurs droits héréditaires. La décision finale intervient une année après et en 1383,le duché est finalement divisé: Władysław d'Opole reçoit Głogówek et Prudnik, tandis que les fils de Bolko III d'Opole, Henri II († 1394) et Bernard de Niemodlin († 1455) obtiennent Niemodlin.

## Sources
- (en) Cet article est partiellement ou en totalité issu de l’article de Wikipédia en anglais intitulé « Henry of Niemodlin » (voir la liste des auteurs).
- (en) & (de) Peter Truhart, Regents of Nations, K. G Saur Münich, 1984-1988 (ISBN 359810491X), Art.  « Falkenberg », p. 2.449.
- (de) Europaïsche Stammtafeln Vittorio Klostermann, Gmbh, Francfort-sur-le-Main, 2004  (ISBN 3465032926),  Die Herzoge von Oppeln 1313-1532, und die Herzoge von Falkenberg 1313-1369 des Stammes der Piasten  Volume III Tafel 17.